# 벤 큐라

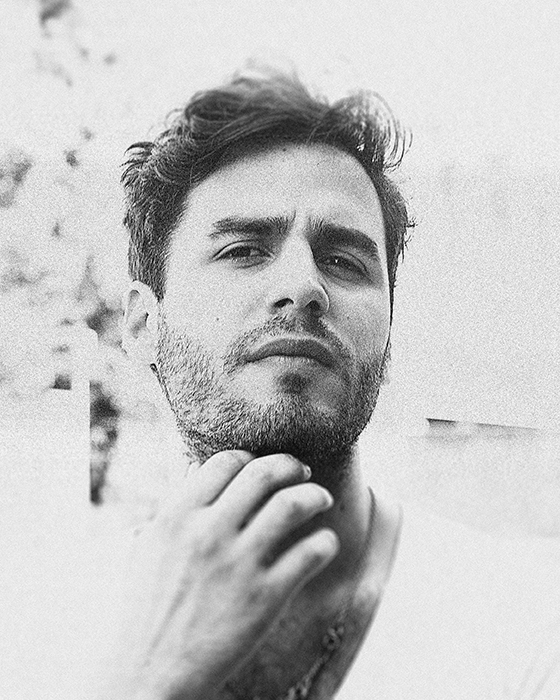

벤 큐라(Ben Cura, 1988년 9월 30일 ~ )는 아르헨티나의 배우, 영화 감독, 영화 프로듀서이다. 부에노스아이레스에서 태어났다.

## 방송
- 마르첼라
- 더 로열스 시즌2

## 영화
- 게이트 크레시 (2020년) - 스티브 역
- 퍼펙트 타겟 (2019년) - 필립 역
- 건 샤이 (2017년) - 후안 역
- 드림 온 (2015년)
- 파가니니: 악마의 바이올리니스트 (2013년) - 샬롯의 남편 역